# Calyptranthes manuensis
Calyptranthes manuensis är en myrtenväxtart som beskrevs av Bruce K. Holst och Maria Lucia Kawasaki. Calyptranthes manuensis ingår i släktet Calyptranthes och familjen myrtenväxter.
Artens utbredningsområde är Peru. Inga underarter finns listade i Catalogue of Life.